# Asb-e Marz
Asb-e Marz (persiska: اسب مرز) är en ort i Iran.   Den ligger i provinsen Ardabil, i den nordvästra delen av landet, 400 km nordväst om huvudstaden Teheran. Asb-e Marz ligger 1 909 meter över havet och antalet invånare är 492.
Terrängen runt Asb-e Marz är huvudsakligen kuperad, men åt nordväst är den bergig.Runt Asb-e Marz är det ganska tätbefolkat, med 139 invånare per kvadratkilometer. Närmaste större samhälle är Sara'eyn, 5,0 km öster om Asb-e Marz. Trakten runt Asb-e Marz består i huvudsak av gräsmarker.